# Nielisz
Nielisz – wieś w Polsce położona w województwie lubelskim, w powiecie zamojskim, w gminie Nielisz, której jest siedzibą. Leży przy drodze wojewódzkiej nr , nad rzeką Wieprz, na której utworzono sztuczny zbiornik Nielisz z zaporą i elektrownią wodną. 

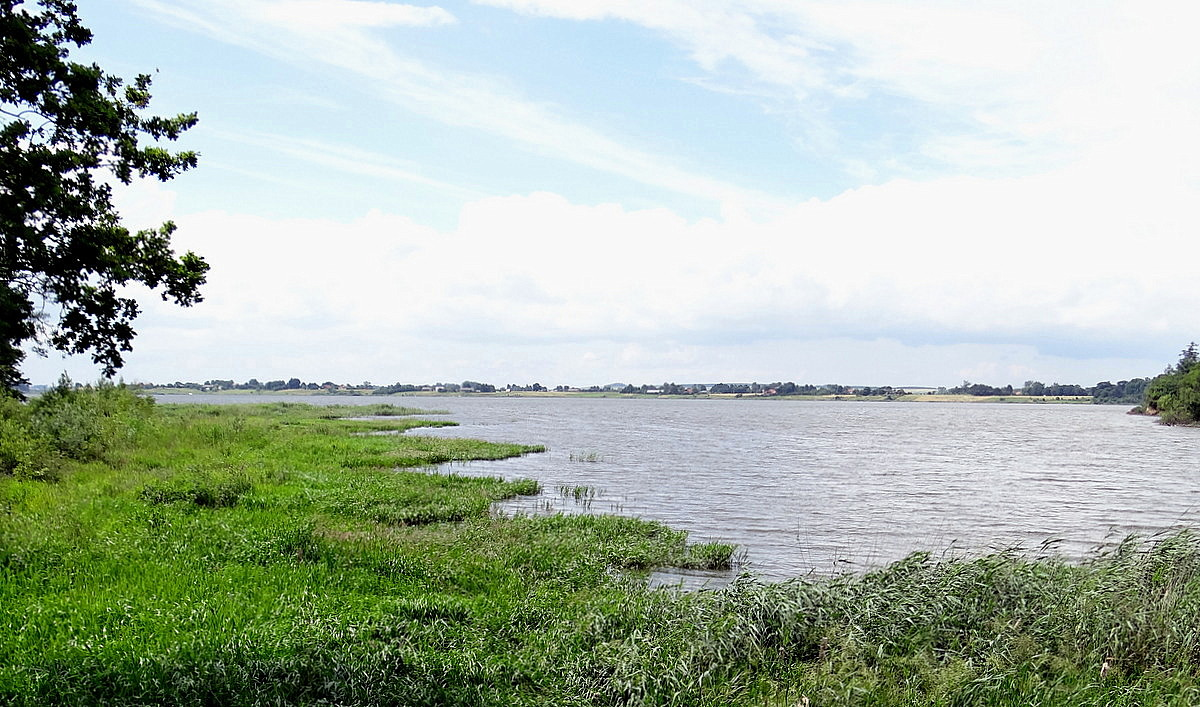
Zalew w Nieliszu

Prywatna wieś szlachecka położona była na przełomie XVI i XVII wieku w ziemi chełmskiej województwa ruskiego. W latach 1954–1972 wieś należała i była siedzibą władz gromady Nielisz. W latach 1975–1998 miejscowość administracyjnie należała do województwa zamojskiego.
Wieś jest sołectwem, siedzibą gminy Nielisz. Według Narodowego Spisu Powszechnego z roku 2011 wieś liczyła 779 mieszkańców.
| SIMC    | Nazwa      | Rodzaj      |
| ------- | ---------- | ----------- |
| 0895586 | Gaciska    | część wsi   |
| 0895630 | Hubertówka | część wsi   |
| 0895592 | Kaczórki   | część wsi   |
| 0895600 | Las        | część wsi   |
| 0895617 | Lipnik     | część wsi   |
| 0895623 | Majdanek   | część wsi   |
| 0895646 | Nowiny     | osada leśna |

Miejscowość jest siedzibą parafii Nielisz. Znajduje się tu drewniany kościół parafialny pw. św. Wojciecha i Matki Boskiej Różańcowej z 1859 roku.

## Historia
W XVI w. Nielisz należał do włości szczebrzeskiej jako wieś szlachecka rodu Nieliskich. Według rejestru poborowego z 1564 r. Olechno posiadał 3 i ¾ łana użytków, 2 zagrodników z ziemią i 1 zagrodnika bez ziemi. Stanisław Dobrzycki miał ¼ łana, Mikołaj Romanowski ½ łana, Anna Nieliska ¾ łana, Tomasz Nieliski ½ łana i 2 zagrodników bez ziemi, a Stanisław Rudnicki posiadał ¾ łana użytków.
Wiek XVI
Rejestr z 1589 r. wskazywał na istnienie we wsi stawu. Wówczas jako właściciele wsi obok Nieliskich: Wojciecha, Szymona, Jana, Mikołaja, Baltazara, Tomasza i Macieja notowani byli Piotr Rudnicki, Marek Jaślikowski, Maciej, Kacper i Jakub Dobrzeccy oraz Jan Czaplicki.
Wiek XVII
W 1659 r. swoje dobra posiadali tu: Jakub Nieliski, Gąsiorowski, Gabriel Niesiecki, sukcesorzy Piotra Rudnickiego, sukcesorzy Wojciecha Prochowskiego, sukcesorzy Jana Łuczyckiego i Tomasza Nieliskiego. W pierwszej połowie XVII w. nastąpił rozpad rodziny Nieliskich i zanik ich męskich potomków we wsi. W majętność zaś obrasta i jeszcze za życia ostatniego z Nieliskich do miana dziedzica wsi dochodzi Maciej Gąsiorowski. On też w 1641 r. zbudował w Nieliszu kaplicę filialną parafii wieląckiej oraz przy niej domek dla wikariusza. W 1662 r. drobne działy wsi były we władaniu Mikołaja i Tomasza Rudnickich, Jana Maszowskiego, Pawła, Adama, Stanisława i Jana Wiśniowskich, Wacława Sakowskiego, Zuzanny Wierzbowskiej, Wespazjana Niesieckiego, Piotra Gąsiorowskiego, Tomasza Koźmiana, Wojciecha Prochowskiego, Jakuba Skomorowskiego, Mikołaja i Pawła Gruszeckich, Jana Sakiewicza, Gabriela Dąbskiego i Stanisława Jaślikowskiego.
Bezpotomna śmierć Górków, dotychczasowych dziedziców Szczebrzeszyna, wieś w części należącej do nich została zakupiona przez kanclerza Jana Zamoyskiego w 1593 r. i włączona do dóbr Ordynacji Zamojskiej.
W 1676 r. niewielkie działy w Nieliszu posiadali: Adam Wiśniewski, Andrzej Kaznowski, Mikołaj Stawski, Jan Sakowicz, Jan Kormański i Andrzej Laskowski. W 1678 r. bracia Niecieccy dokonali działu dóbr we wsi Nielisz. Wówczas Paweł i Katarzyna Niecieccy sprzedali swoją część Janowi Kormańskiemu. W 1679 r. Marcin Zamoyski odkupił od Zuzanny de Dobruty, żony Jakuba Nieliskiego, jej część, podobnie też od Adama i Stanisława Wiśniowskich, Szymona Pełki, Stanisława Krzemińskiego i Ewy Gruszeckiej.
W 1699 r. miał miejsce dział dóbr Koźmianów we wsi Nielisz. W 1711 r. Antoni Nieciecki dał intromisję na swoje dobra w Nieliszu Janowi Rodeckiemu i Agnieszce Gruszeckiej. Następnie posiadaczem części dóbr został Jan Chryzostom Żelski, komendant twierdzy zamojskiej.
Wiek XVIII
Rejestr z 1779 r. wymienia jako właścicieli: Mogielnicką, Skrzypkowską, Rodecką, Michała i Antoniego Rodeckich, Gruszeckich, Gosławskiego, Dąbskiego, Trzcińskiego, Borzęckiego, Wiśniowskiego, Zbrożka, Strzeleckiego, Kormańskich, Niecieckiego, Wilczopolskiego, Staskiego i Żaboklickiego. W 1818 r. Józef Wroński wraz ze swoją żoną kupił część dóbr Nielisz A od Julianny z Jabłońskich za 6000 zł, natomiast drugą część kupił od Marianny z Niecieckich za 424 zł. W 1821 r. po matce Mariannie Wrońskiej połowę dóbr odziedziczyły dzieci: Feliks, Marianna i Józefa Wrońscy, a w 1836 r. wykupiła je Józefa z Wrońskich Balińska. W 1839 r. od córki dobra wykupił Józef Wroński za 7000 zł i roku następnym sprzedał całość dóbr Nielisz za 8000 zł Konstantemu Zamoyskiemu.
Wiek XIX
Dobra Nielisz B scalił na początku XIX w. Józef Rudnicki. W 1800 r. część dóbr kupił od Kajetany Szczuckiej, w 1801 r. od Tekli ze Szczuckich Romańskiej, a w 1803 r. część od Jana Dąbrowskiego i od Ludwiki Makulskiej. W 1830 r. dobra Nielisz B kupił od Józefa Rudnickiego Walenty Rudnicki i trzy lata później sprzedał je Andrzejowi Zamoyskiemu, który kupił je dla swego ojca Stanisława.
W 1807 r. dobra Nielisz C od Jakuba Krywkowskiego kupili Marian i Marianna Krywkowscy, po których dwa lata później przejął syn Jan Krywkowski. W 1803 r. w części ordynackiej wsi był dwór, piwnica murowana, ogród z nowo wystawionym dworkiem, kuchnia, folwark, spichlerz, gumno, karczma, browar i pasieka. W 1823 r. Ordynacja Zamojska otrzymała na własność od Rządu Królestwa Polskiego m.in. część wsi Nielisz w zamian za oddanie miasta Zamościa. Wówczas Nielisz D należał do Marcina i Tekli z Radeckich Dąbskich.
Spis z 1827 r. notował wieś w powiecie zamojskim i parafii Nielisz. Liczyła wówczas 71 domów i 446 mieszkańców. W 1869 r. Nielisz został siedzibą gminy. Początkowo zapewne urząd mieścił się w drewnianym budynku, ale w 1905 r. wybudowano we wsi murowany budynek urzędu gminy.
Ordynackie dobra Nielisz składały się pod koniec XIX w. z folwarku Wirkowice i Krzak oraz kolonii młynarskiej w Nieliszu. Ponadto były to dobra poproboszczowskie w ilości 5 mórg, dobra włościańskie (729 mórg) i dobra szlachty cząstkowej – 144 morgi. We wsi było 8 domów dworskich i 64 domy włościańskie, w których mieszkało 749 osób, w tym 714 katolików, 22 prawosławnych i 13 żydów. Był tu wówczas kościół drewniany, urząd gminy, kasa wykładowo-zaliczkowa oraz szkoła początkowa.
W 1903 r. sekretarz Urbański oraz ksiądz Telatycki założyli wiejską Straż Ogniową. W 1915 r. doszło do bitwy okolicach Nielisza pomiędzy oddziałami rosyjskimi a austriackimi. Po tych pozostały dwa cmentarze i spłonęła szkoła w Nieliszu.
Według spisu powszechnego z 1921 r. wieś liczyła 152 domy oraz 1001 mieszkańców, natomiast folwark liczył 5 domów i 81 mieszkańców. 20 czerwca 1942 r. oddziały Batalionów Chłopskich Jerzego Mara-Meyera „Visa” dokonały udanej akcji na posterunek granatowej policji w Nieliszu, zabijając 7 Niemców. 4 stycznia 1943 r. Niemcy w odwecie za wysadzenie mostu kolejowego w Ruskich Piaskach rozstrzelali 22 mieszkańców wsi. W 1943 r. Niemcy dwukrotnie pacyfikowali wieś, mordując 35 Żydów oraz kilkudziesięciu Polaków. 4 stycznia 1944 r. policja rozstrzelała we wsi 59 osób, w tym 27 Polaków i 32 Żydów.
W 1950 r. w Nieliszu wybuchł duży pożar, podczas którego spłonęło 17 domów i 39 budynków gospodarczych.

## Kaplica i parafia
Ponieważ tutejsza kaplica w połowie XVIII w. była w ruinie, biskup chełmski Józef Eustachy Szembek pozwolił ją rozebrać, a w jej miejsce Jan Chryzostom Żelski zbudował w 1748 r. kościół drewniany pw. św. Wojciecha. W 1753 r. kościół ten był erygowany jako samodzielna filia parafii wieląckiej. W 1769 r. świątynię remontowano. Kolejny kościół pw. św. Wojciecha, w obecnym kształcie, został zbudowany w 1859 r., a konsekrowany w roku następnym. W 1922 r. w Nieliszu erygowano parafię rzymskokatolicką.
Tutejszy kościół usytuowany jest przy końcu wsi, na skraju lasu, zwrócony prezbiterium na południowy zachód. Jest to świątynia drewniana o konstrukcji wieńcowej, z zewnątrz oszalowana, na podmurowaniu. Pierwotnie kościół składał się z prostokątnej nawy i węższego prezbiterium zamkniętego trójbocznie. Po obu stronach prezbiterium znajdują się zakrystie, a w nawie chór muzyczny wsparty na czterech parach słupów. W 1975 r. kościół został rozbudowany przez przedłużenie nawy o jedno przęsło i dobudowanie przedsionka.
Przy kościele istniał cmentarz grzebalny, a w połowie XIX w. na gruncie ordynackim, na skraju lasu, założono nowy cmentarz. Był on wielokrotnie powiększany i obecnie posiada kształt nieregularnego wieloboku. Na terenie miejscowości znajduje się także cmentarz z I wojny światowej, na którym znajduje się 35 mogił zbiorowych i 1 indywidualna. Posiada on kształt wydłużonego prostokąta.